# Jianqiao, Guangdong
Jianqiao är en köping i sydöstra Kina. Den ligger i Fengshun härad i staden Meizhou i provinsen Guangdong, omkring 310 kilometer öster om provinshuvudstaden Guangzhou. Antalet invånare är 15 029. Befolkningen består av 7 764 kvinnor och 7 265 män. Barn under 15 år utgör 28,0 %, vuxna 15-64 år 59 %, och äldre över 65 år 11,0 %.